# 不破唯次郎

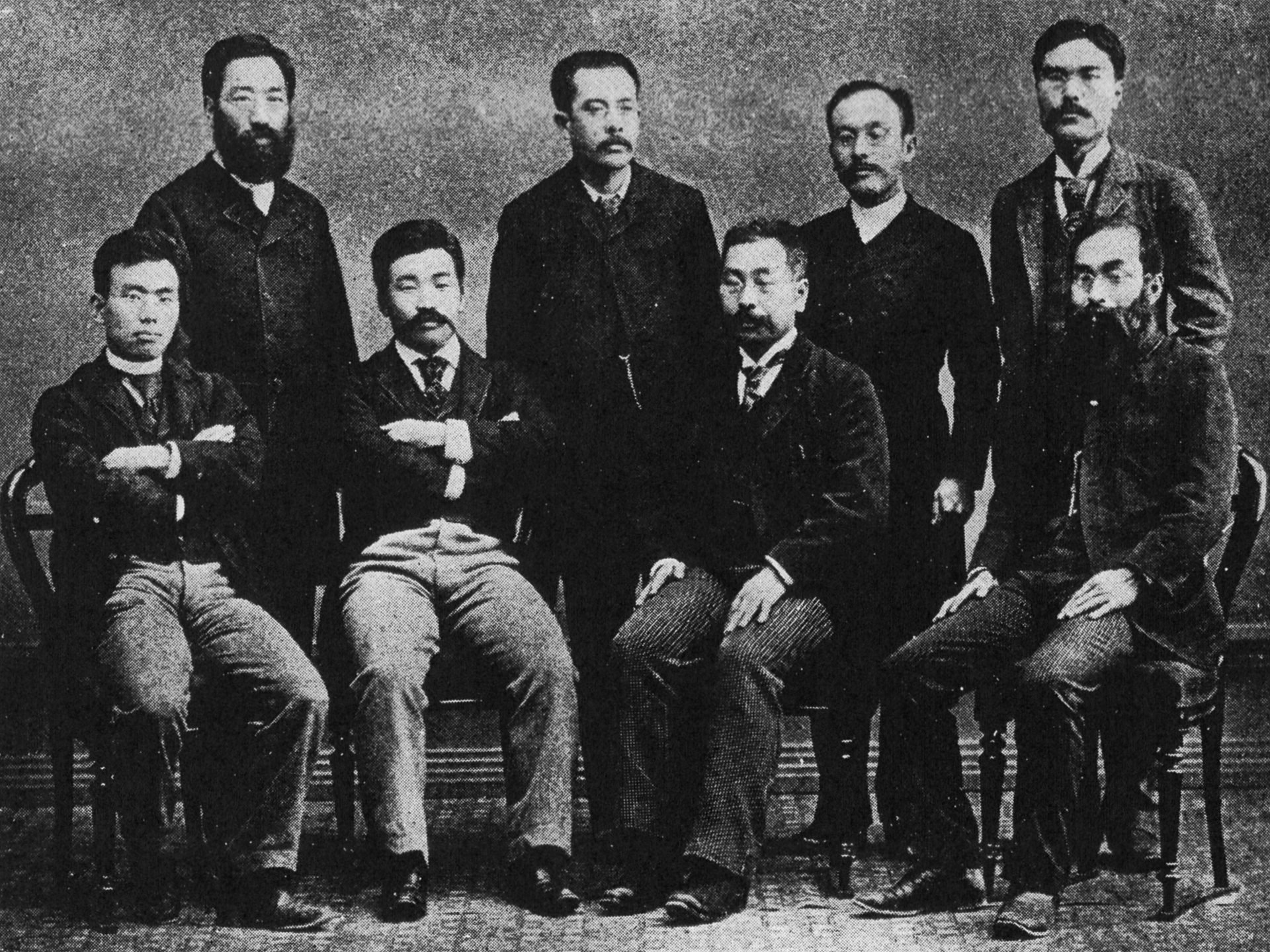
熊本バンドの主要メンバー（1892年、後列左から3人目が不破唯次郎）

不破 唯次郎（ふわ ただじろう、1857年1月28日（安政4年1月3日） - 1919年（大正8年）8月13日）は熊本バンドの一人である。
1857年不破敬一郎の長男として、肥後国託麻郡本山村（現・熊本市中央区）に生まれる。熊本洋学校に入学する。洋学校在学中に花岡山奉教の盟約に加わる。
1876年4月3日にL.L.ジェーンズから洗礼を受ける。1876年10月吉田作弥、亀山昇と共に同志社英学校余科に入学する。在学中に、備中笠岡で伝道する。1879年に同志社を卒業して、福岡に伝道を開始し、1885年6月7日に福岡警固教会を設立する。
その後、1886年に福岡警固教会を辞任し、前橋教会、平安教会の牧師を務める。前橋では、高津仲次郎、深沢利重、関農夫雄らと一緒に前橋英和女学校を設立し、1888年、同校の初代校長に就任する。
1894年より、日本基督伝道会社の評議員になる。
1897年4月12回組合教会総会で失明のために隠遁を承認させられ、京都で余生を送る。
1919年、死去。